# Piotr Juszczak
Piotr Juszczak, né le 3 juillet 1988 à Kalisz, est un rameur polonais.

## Palmarès

### Jeux olympiques d'été
| Discipline | Londres 2012 Royaume-Uni | Rio 2016 Brésil |
| ---------- | ------------------------ | --------------- |
| Huit       | 7e                       | 5e              |

### Championnats du monde
| Discipline        | Bled 2011 Slovénie | Chungju 2013 Corée du Sud | Amsterdam 2014 Pays-Bas | Aiguebelette 2015 France | Sarasota 2017 États-Unis | Plovdiv 2018 Bulgarie |
| ----------------- | ------------------ | ------------------------- | ----------------------- | ------------------------ | ------------------------ | --------------------- |
| Deux sans barreur | -                  | -                         | -                       | -                        | -                        | 2e Finale C           |
| Huit              | 4e                 | 4e                        | Bronze                  | 2e Finale B              | 4e Finale B              | -                     |

### Championnats d'Europe
| Discipline          | Brest 2009 Biélorussie | Montemor-o-Velho 2010 Portugal | Plovdiv 2011 Bulgarie | Séville 2013 Espagne | Belgrade 2014 Serbie | Poznań 2015 Pologne | Brandebourg 2016 Allemagne | Glasgow 2018 Grande-Bretagne |
| ------------------- | ---------------------- | ------------------------------ | --------------------- | -------------------- | -------------------- | ------------------- | -------------------------- | ---------------------------- |
| Quatre sans barreur | 3e Finale B            | -                              | -                     | -                    | -                    | -                   | -                          | -                            |
| Huit                | -                      | Argent                         | Or                    | Argent               | 4e                   | 4e                  | 5e                         | 5e Repêchages                |